# Сідні-Рівер (Нова Шотландія)
Сідні-Рівер (2021 населення: 455) — громада в регіональному муніципалітеті Кейп-Бретон у Новій Шотландії .

## Місцезнаходження
Громада розташована на південній частині південного рукава Сіднійської гавані в гирлі річки Сідні, від якої й походить назва. Сідні-Рівер знаходиться на розв'язці між шосе 125 і Магістраллю 4.

## Історія
Сідні-Рівер колись було селом, але протягом десятиліть стало більш урбанізованим. У 1960-1970-х роках квартали поселення зімкнулися з містом Сідні і воно перетворилось на передмістя міської агломерації.
Сідні-Рівер отримало комерційний розвиток із будівництвом торгового центру, продуктових магазинів і ресторанів.
7 травня 1992 року троє співробітників були вбиті і один назавжди втратив працездатність під час пограбування в ресторані McDonald's.

## Демографія
Згідно з переписом населення 2021 року, проведеним Статистичним управлінням Канади, населення Сідні-Рівер становило 455 осіб, які проживали в 170 із 176 приватних будинків, тобто зміна на24% від 367 жителів у 2016 році. При земельній ділянці 6.68 км, щільність населення становила 68,1/км   у 2021 році.